# David Turpie
David Turpie (Hamilton megye, 1828. július 8. – Indianapolis, 1909. április 21.) az Amerikai Egyesült Államok szenátora (Indiana, 1863 és 1887–1899).